# Metalibitia brasiliensis
Metalibitia brasiliensis is een hooiwagen uit de familie Cosmetidae.